# Lithothamnion japonicum
Lithothamnion japonicum Foslie, 1900 é o nome botânico de uma espécie de algas vermelhas pluricelulares do gênero Lithothamnion, subfamília Melobesioideae.
- São algas marinhas encontradas no Japão.

## Sinonímia
- Lithothamnion fretense